# Man, Taraneh, panzdah sal daram
Pour plus de détails, voir Fiche technique et Distribution.
Man, Taraneh, panzdah sal daram (من، ترانه ۱۵ سال دارم), parfois traduit Moi, Taraneh, 15 ans ou Je suis Taraneh, 15 ans, est un film dramatique iranien réalisé par Rasoul Sadrameli et sorti en 2002.
Le film a remporté le Simorgh de cristal du meilleur réalisateur (Rasoul Sadrameli), du meilleur scénario (Kambuzia Partovi) et de la meilleure actrice (Taraneh Alidoosti) au 20e Festival du film de Fajr. Il a également reçu le prix spécial du jury et a été nommé au Léopard d'or du Festival international du film de Locarno.

## Synopsis
Taraneh, 15 ans, dont le père veuf est en prison, refuse les attentions non désirées d'Amir, un vendeur de tapis, jusqu'à ce que la mère d'Amir, sur l'insistance de son fils, persuade Taraneh d'accepter la demande en mariage d'Amir. Cependant, au lieu d'un mariage classique, l'union prend la forme d'une cérémonie religieuse temporaire ou « sigheh ». Au bout de quatre mois, le couple se rend compte qu'il est incompatible, il divorce et Amir retourne en Allemagne. Lorsque Taraneh découvre qu'elle est enceinte, elle décide, contre l'avis de tous et malgré l'intense pression sociale, de garder le bébé.

## Fiche technique
- Titre original persan : Man, Taraneh, panzdah sal daram (من، ترانه ۱۵ سال دارم)[2]
- Titre français : Moi, Taraneh, 15 ans[3] ou Je suis Taraneh, 15 ans[4],[5]
- Réalisateur : Rasoul Sadrameli
- Scénario : Rasoul Sadrameli, Kambuzia Partovi
- Photographie : Bahram Badakshani
- Montage : Mohammad Reza Mouyini
- Musique : Madjid Entezami
- Décors : Ali Abedini
- Production : Rasoul Sadrameli, Mohammad Reza Takhtkeshian
- Société de production : Farabi, Milad Film
- Pays de production :  Iran
- Langue originale : persan
- Format : couleurs - 1,85:1 - Son mono
- Durée : 110 minutes
- Genre : drame
- Dates de sortie :
  - Iran : 1er février 2002 (Festival du film de Fajr) ; 28 mars 2002 (sortie nationale)
  - France : 15 mai 2003 (Festival de Cannes 2003)

## Distribution
- Taraneh Alidoosti : Taraneh Parnian
- Hossein Mahjoub (fa) : le père
- Mahtab Nasirpour (fa) : Mme Kishmili, la mère
- Milad Sadrameli : Amir
- Naghi Saif Jamali (fa) : M. Mohseni
- Negar Javaherian : Maryam